# Oberdachstetten

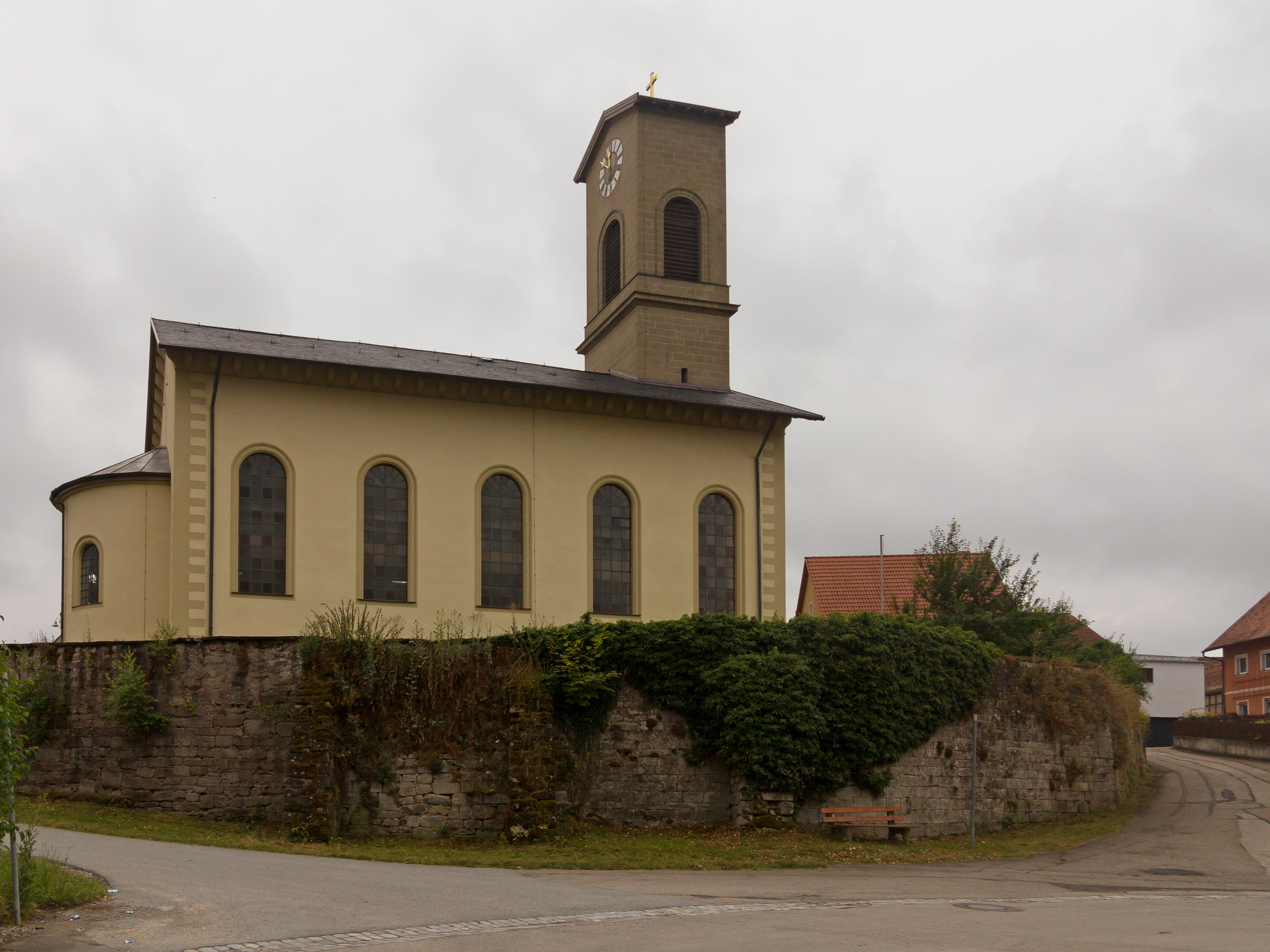
Oberdachstetten, die evangelisch-lutherische Pfarrkirche Sankt Bartholomäus

Oberdachstetten (fränkisch: Dooch-schdedn) ist eine Gemeinde im Landkreis Ansbach in Mittelfranken und zählt zur Metropolregion Nürnberg.

## Geografie

### Geografische Lage
Oberdachstetten liegt am nördlichen Rand des Landkreises Ansbach an der Fränkischen Rezat. Im Gemeindegebiet gibt es Anhöhen bis 534 m ü. NHN, die zur Frankenhöhe zählen.

### Nachbargemeinden
Nachbargemeinden sind (von Norden beginnend im Uhrzeigersinn): Illesheim, Obernzenn, Flachslanden, Lehrberg, Colmberg und Marktbergel.

### Gemeindegliederung
Es gibt zehn Gemeindeteile (in Klammern ist der Siedlungstyp angegeben):
- Anfelden (Dorf)
- Berglein (Kirchdorf)
- Dörflein (Dorf)
- Hohenau (Dorf)
- Lerchenbergshof (Einöde)
- Lerchenbergsmühle (Einöde)
- Mitteldachstetten (Pfarrdorf)
- Möckenau (Weiler)
- Oberdachstetten (Pfarrdorf)
- Spielberg (Weiler)

Die Gemeinde ist in den Gemarkungen Anfelden, Mitteldachstetten und Oberdachstetten aufgeteilt. Die Gemarkung Oberdachstetten hat eine Fläche von 8,749 km² und besteht aus 1327 Flurstücken, die eine durchschnittliche Fläche von 6592,85 m² haben. In ihr liegen neben dem namensgebenden Ort die Gemeindeteile Lerchenbergshof und Lerchenbergsmühle.

### Klima

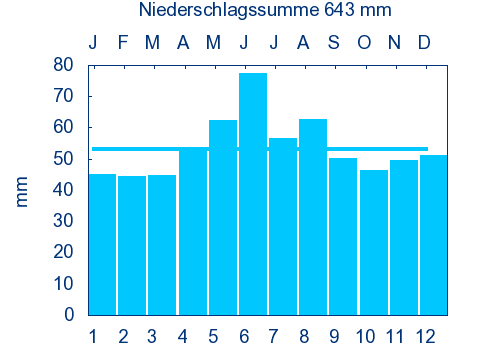
Diagramm Niederschlagsmittelwerte Oberdachstetten für den Zeitraum von 1961 bis 1990
Niederschlagsdiagramm für Oberdachstetten (blaue Kurve) vor den Mittelwerten (Quantilen) für Deutschland (grau)

In Oberdachstetten beträgt die durchschnittliche Niederschlagsmenge im Jahr 643 mm.

## Geschichte
Der Ort wurde 1103 als „de Dagsteten“ erstmals namentlich erwähnt. Grundwort ist mhd. „stete“ (= Stätte, Platz) und Bestimmungswort der Personenname „Dago, Taggo“. 1317 erscheint der Ortsname mit dem Präfix „Ober-“, offensichtlich zur Unterscheidung benachbarter Siedlungen gleichen Namens.
Oberdachstetten war im Mittelalter ein freies Reichsdorf mit eigener Gerichtsbarkeit, darauf weisen im Wappen der Reichsadler und die Schwurhand hin.
Im 16-Punkte-Bericht des Oberamtes Colmberg aus dem Jahr 1608 wurden für Oberdachstetten 7 Mannschaften angegeben, die das Kastenamt Colmberg als Grundherrn hatten. Weitere Grundherren waren das Vogtamt Birkenfels, das Vogtamt Flachslanden und die Herren von Seckendorff-Aberdar zu Obernzenn. Das Hochgericht übte das brandenburg-ansbachische Hofkastenamt Ansbach aus.
Nach dem Dreißigjährigen Krieg siedelten sich hier Exulanten aus Oberösterreich an, die ihre Heimat aus Glaubensgründen verlassen mussten.
Gegen Ende des 18. Jahrhunderts bildete Oberdachstetten mit Lerchenbergshof und -mühle eine Realgemeinde bestehend aus 63 Anwesen. Das Hochgericht übte weiterhin das Hofkastenamt Ansbach aus. Die Dorf- und Gemeindeherrschaft hatte das Vogtamt Birkenfels. Grundherren waren
- das Fürstentum Ansbach (54 Anwesen)
  - Vogtamt Birkenfels (43 Anwesen: 5 Höfe, 1 Halbhof mit Tafernwirtschaft, 19 Köblergüter, 3 Köblergüter mit Backrecht, 1 Köblergut mit Ölmühle, 2 Köblergüter mit Schmiedrecht, 2 Söldengüter, 1 Söldengut mit Badrecht, 3 Söldengütlein, 5 Leerhäuser, 1 Tafernwirtschaft),
  - Vogtamt Flachslanden (2 Köblergüter),
  - Kastenamt Colmberg (9 Anwesen: 3 Halbhöfe, 5 Köblergüter, 1 Leerhaus),
- Deutscher Orden (Obervogteiamt Virnsberg: 1 Hof, 1 Mühle, 1 Köblergut),
- Rittergut Obernzenn (Seckendorff-Aberdar: 3 Köblergüter; Seckendorff-Gutend: 1 Hof, 1 Köblergut, 1 Söldengut).

Neben diesen Anwesen gab es noch herrschaftliche Gebäude (Forsthaus), kirchliche Gebäude (Kirche, Pfarrhaus) und kommunale Gebäude (Schulhaus, Schäferhaus, Hirtenhaus, Brechhaus). Es gab 66 Untertansfamilien, von denen 58 ansbachisch waren.
Von 1797 bis 1808 unterstand der Ort dem Justiz- und Kammeramt Ansbach.
Im Jahre 1806 kam Oberdachstetten an das Königreich Bayern. Im Rahmen des Gemeindeedikts wurde 1808 der Steuerdistrikt Oberdachstetten gebildet, zu dem Anfelden, Ermetzhof, Lerchenbergshof und Lerchenbergsmühle gehörten. Die Ruralgemeinde Oberdachstetten entstand 1810 und war deckungsgleich mit dem Steuerdistrikt. Sie war in Verwaltung und Gerichtsbarkeit dem Landgericht Leutershausen zugeordnet und in der Finanzverwaltung dem Rentamt Colmberg. Mit dem Zweiten Gemeindeedikt (1818) wurden drei Ruralgemeinden gebildet:
- Ruralgemeinde Anfelden;
- Ruralgemeinde Ermetzhof;
- Ruralgemeinde Oberdachstetten mit Lerchenbergshof und Lerchenbergsmühle.

In der freiwilligen Gerichtsbarkeit unterstanden in Oberdachstetten von 1820 bis 1848 drei Anwesen dem Patrimonialgericht Obernzenn (Seckendorff-Aberdar) und drei Anwesen dem PG Obernzenn (Seckendorff-Gutend). Ab 1862 gehörte Oberdachstetten zum Bezirksamt Ansbach (1939 in Landkreis Ansbach umbenannt). Die Gerichtsbarkeit blieb beim Landgericht Leutershausen, seit 1880 ist das Amtsgericht Ansbach zuständig. Die Finanzverwaltung ging 1880 auf das Rentamt Ansbach über (1919 in Finanzamt Ansbach umbenannt). Die Gemeinde hatte 1964 eine Gebietsfläche von 8,786 km².
1860 brachte der Bau der Eisenbahn einen Strukturwandel und neue Arbeitsplätze. Der Einzugsbereich von Oberdachstetten wuchs weit in das Umland hinein. Erstmals war es möglich, auch auswärts einen Arbeitsplatz aufzusuchen. Ein Steinbruch bei Oberdachstetten florierte bis 1930. Ab 1945 galt es über 300 Flüchtlinge und Heimatvertriebene aufzunehmen. Eingezwängt zwischen Bahnlinie und Bundesstraße hatte Oberdachstetten über Jahre hinweg wenig Entwicklungsmöglichkeiten. Nach erheblichen Investitionen in die Infrastruktur war in den letzten 15 Jahren eine weiträumige Erschließung von Baugelände möglich. Innerhalb der letzten Jahre wurden 150 neue Wohnhäuser gebaut und die Einwohnerzahl erhöhte sich fast um die Hälfte.

### Eingemeindungen
Im Zuge der Gebietsreform in Bayern wurden am 1. Januar 1972 die Gemeinde Mitteldachstetten und am 1. Juli 1972 die Gemeinde Anfelden eingegliedert.

### Verwaltungsgemeinschaft
Von 1978 bis 2001 bildete die Gemeinde mit der Nachbargemeinde Flachslanden die Verwaltungsgemeinschaft Flachslanden, die zum 1. Januar 2002 aufgelöst wurde. Beide Gemeinden haben seither eigene Verwaltungen.

### Einwohnerentwicklung
Im Zeitraum 1988 bis 2018 stieg die Einwohnerzahl von 1220 auf 1618 um 398 Einwohner bzw. um 32,6 %.
Gemeinde Oberdachstetten
| Jahr      | 1818   | 1840   | 1852   | 1861   | 1867   | 1871   | 1875   | 1880   | 1885   | 1890   | 1895   | 1900   | 1905   | 1910   | 1919   | 1925   | 1933   | 1939   | 1946   | 1950   | 1961   | 1970   | 1987   | 1995 | 2005 | 2015   |
| Einwohner | 420    | 676    | 503    | 534    | 637    | 659    | 657    | 726    | 712    | 636    | 696    | 718    | 725    | 692    | 661    | 694    | 712    | 840    | 1203   | 1172   | 1056   | 1158   | 1249   | 1448 | 1719 | 1585   |
| Häuser    | 99     | 85     |        |        |        | 120    |        |        | 129    | 127    |        | 137    |        |        |        | 144    |        |        |        | 167    | 185    |        | 362    |      |      | 521    |
| Quelle    | [ 23 ] | [ 24 ] | [ 25 ] | [ 26 ] | [ 27 ] | [ 28 ] | [ 29 ] | [ 30 ] | [ 31 ] | [ 25 ] | [ 32 ] | [ 25 ] | [ 33 ] | [ 25 ] | [ 34 ] | [ 25 ] | [ 25 ] | [ 25 ] | [ 25 ] | [ 35 ] | [ 19 ] | [ 36 ] | [ 37 ] |      |      | [ 38 ] |

Ort Oberdachstetten
| Jahr      | 001818 | 001840 | 001861 | 001871 | 001885 | 001900 | 001925 | 001950 | 001961 | 001970 | 001987 | 002015 | 002019 |
| Einwohner | 400    | 660    | *534   | 638    | 699    | 704    | 676    | 1120   | 1041   | 1147   | 843    | 1220   | 1273   |
| Häuser    | 97     | 83     |        |        | 126    | 133    | 140    | 157    | 181    |        | 252    |        |        |
| Quelle    | [ 23 ] | [ 24 ] | [ 26 ] | [ 27 ] | [ 30 ] | [ 32 ] | [ 34 ] | [ 35 ] | [ 19 ] | [ 36 ] | [ 37 ] |        | [ 39 ] |

## Religion

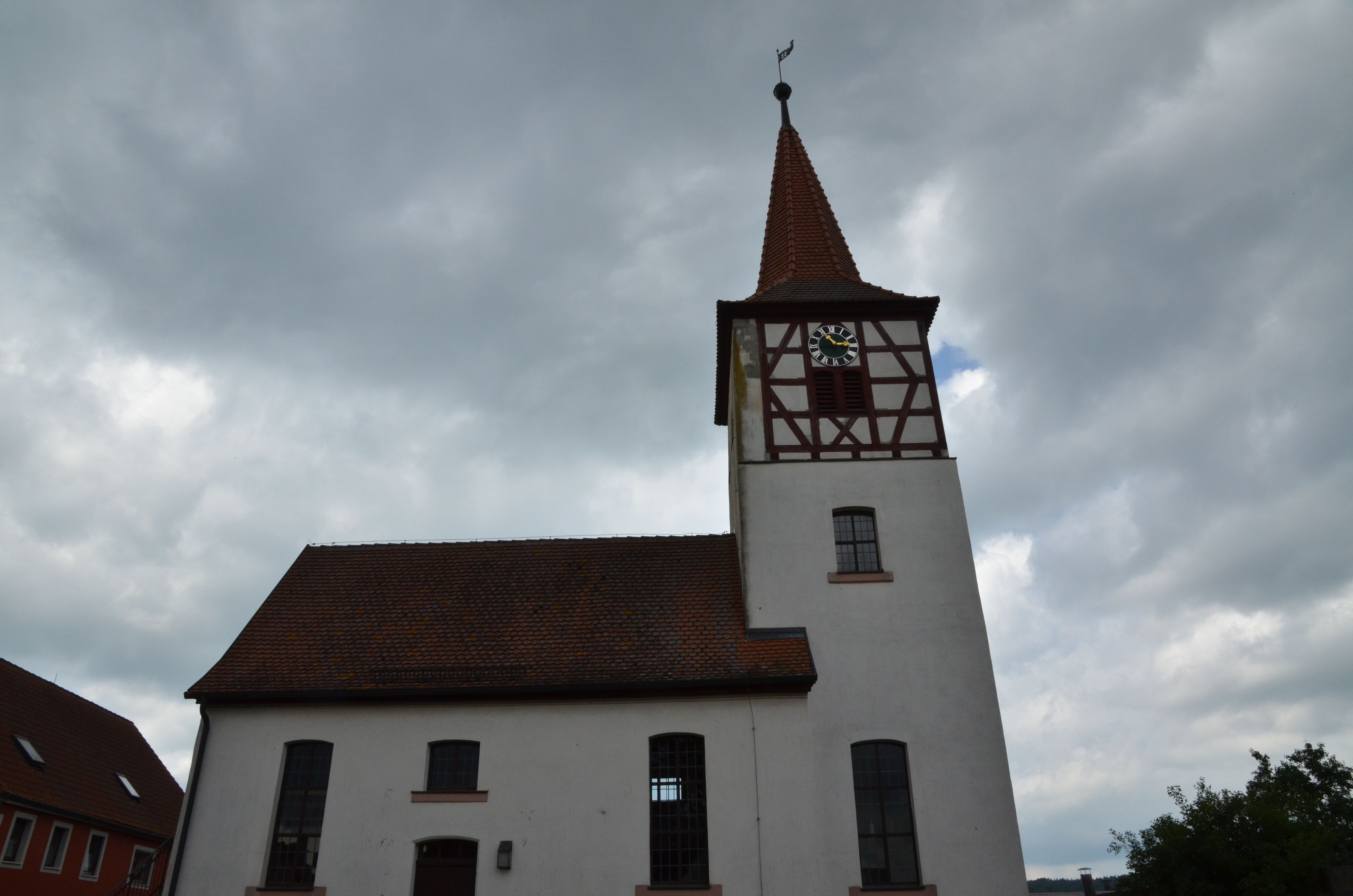
Ev. Kirche, Berglein-Dörflein

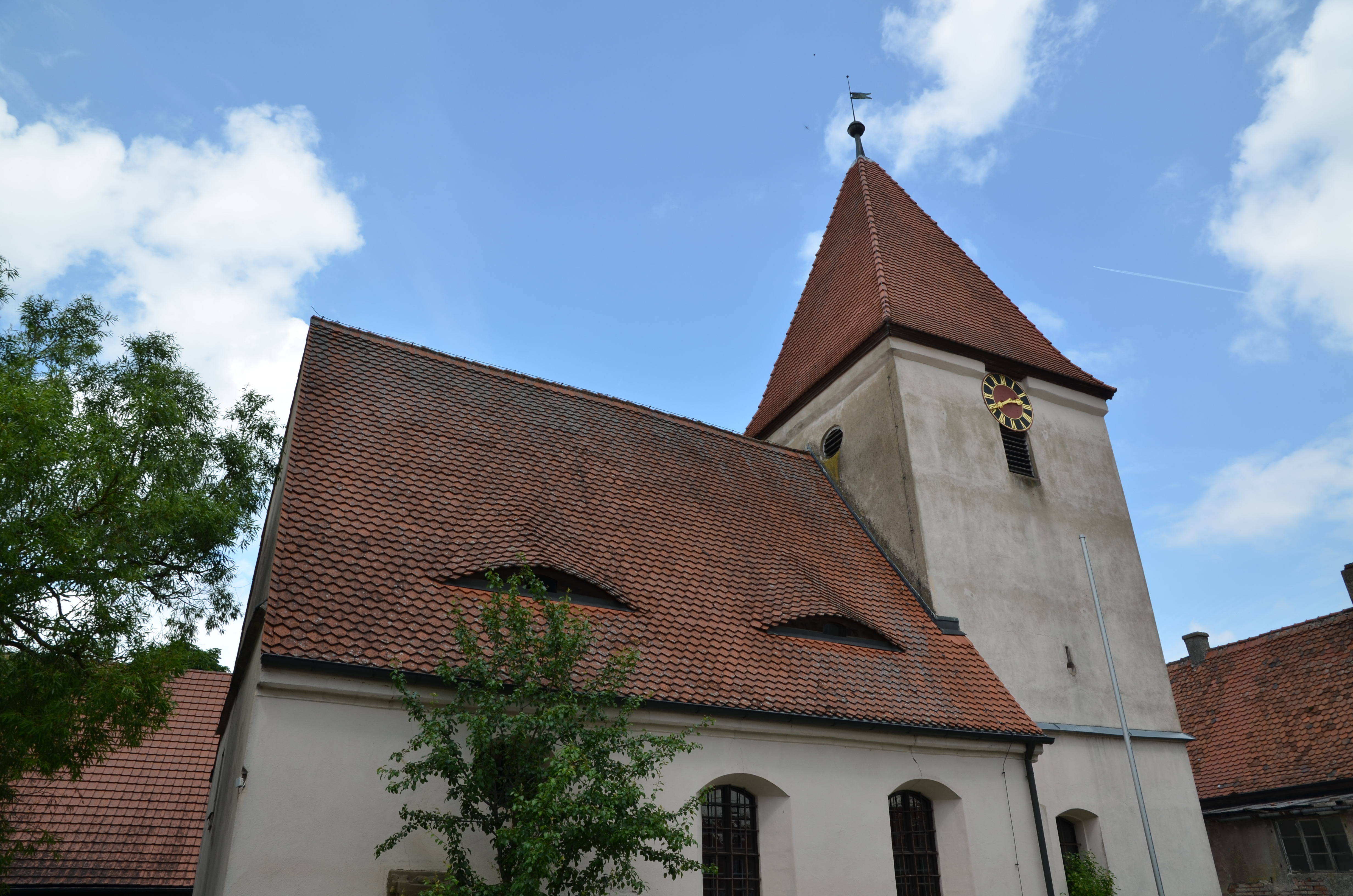
Ev. Kirche, Mitteldachstetten

77 % der Bevölkerung sind evangelisch-lutherisch, 12 % katholisch.
Die Lutheraner gehören zu den Kirchengemeinden Oberdachstetten (St. Bartholomäus), Berglein-Dörflein (St. Kilian und Kunigunde) und Mitteldachstetten in der Pfarrei Oberdachstetten, Dekanat Leutershausen, der Evangelisch-Lutherischen Kirche in Bayern.
Die Katholiken sind der Pfarrei St. Dionysius in Virnsberg zugeordnet, mit Ausnahme der Ortschaft Anfelden, die der Pfarrei St. Johannis in Rothenburg ob der Tauber zugeordnet ist. Beide Pfarreien gehören zum Dekanat Ansbach des Erzbistums Bamberg.

## Politik

### Gemeinderat
Der Gemeinderat hat zwölf Mitglieder zuzüglich des Ersten Bürgermeisters.
|      | SPD | CSU | WG Eintracht Mitteldachstetten | Gesamt   |
| 2002 | 3   | 7   | 2                              | 12 Sitze |
| 2008 | 3   | 7   | 2                              | 12 Sitze |
| 2014 | 3   | 7   | 2                              | 12 Sitze |
| 2020 | 3   | 7   | 2                              | 12 Sitze |

### Bürgermeister
Die Bürgermeister ab 1900, soweit diese bekannt sind:
| - 1906 Johann Siller - 1940 Friedrich Eder - 1945 Johann Henninger - 1961 Georg Assum - 1984 Hans Assum, † 13. Januar 2012 - 2012 Fritz Moßmeyer (CSU/Bürgerblock/Freie Wählergemeinschaft) - 2014 Martin Assum (CSU) |

Martin Assum wurde am 15. März 2020 mit 79,9 % der Stimmen wiedergewählt.

### Wappen und Flagge
Wappen
| Wappen Gde. Oberdachstetten | Blasonierung: „Gespalten; und zeigt links in Gold einen rotbewehrten halben schwarzen Adler; rechts ist es in zwei Felder geteilt, von denen das obere in Rot einen silbernen Handschuh und das untere in Silber ein schwarzes Tatzenkreuz besitzt.“ |
| Wappen Gde. Oberdachstetten | Wappenbegründung: Oberdachstetten gehörte mit Mittel- und dem abgegangenen Unterdachstetten zu den sogenannten Reichsdörfern. Diese nachweisliche Bindung an das Heilige Römische Reich deutscher Nation wird mit dem halben Reichsadler angezeigt. Der Handschuh ist ein Symbol der örtlichen Gerichtshoheit, da es 1417 und 1539 sowohl in Oberdachstetten, als auch in Mitteldachstetten nachweislich ein Gericht gegeben hat. Das Tatzenkreuz weist auf den Deutschen Orden hin, der seit 1438 das Patronatsrecht in Oberdachstetten, in Mitteldachstetten ausgedehnten Grund- und Zehntbesitz, in Berglein und Dörflein die Dorf- und Gemeindeherrschaft besaß. Die Gemeinde führt seit 1989 dieses Wappen. |

Flagge
Die Gemeindeflagge ist rot-weiß.

### Raumordnung
Die Gemeinde Oberdachstetten ist Mitglied der 2004 gegründeten Kommunalen Allianz NorA. Die Allianz hat ein gemeinsames Integriertes ländliches Entwicklungskonzept. NorA bildet mit den benachbarten Allianzen Aurach-Zenn und Kernfranken die Lokale Aktionsgruppe Rangau. Diese wird durch das LEADER-Programm 2023–2027 gefördert.

## Kultur und Sehenswürdigkeiten
Zu den Sehenswürdigkeiten der Gemeinde zählen die St.-Bartholomäus-Kirche und die Kirchen in Mitteldachstetten und Berglein.
Die St.-Bartholomäus-Kirche wurde in der Zeit 1837 bis 1844 im Stile des Münchener Klassizismus errichtet. Das Geläut besteht aus vier Glocken, wobei die älteste im Jahr 1616 in Nürnberg, die große Glocke 1791 in Ansbach und die kleine Glocke 1926 in Rothenburg gegossen wurde. Im Jahr 1961 wurde die vierte Glocke gestiftet.
Bei den Kirchen in Berglein und Mitteldachstetten handelt es sich um Wehrkirchen.
Die Kirche in Berglein ist den Kirchheiligen Kilian und Kunigunde gewidmet. Der Chorturm (mit anschließender Sakristei) enthält mittelalterliche Mauerreste.
Die Kirche in Mitteldachstetten ist dem Kirchheiligen Jakob gewidmet. Sie wurde erstmals im Jahr 1122 urkundlich erwähnt. Der Chorturm wurde Ende des 14. Jahrhunderts errichtet und hat Schießscharten. Der Saalbau stammt aus der Mitte des 18. Jahrhunderts.
Die Kirchweih in Oberdachstetten findet alljährlich am 3. Sonntag im Oktober mit dem traditionellen Kirchweih-Umzug als Höhepunkt statt, dessen Anfänge in die Zeit um 1900 zurückreichen. Angeführt wird der Umzug von den Kerwa-Buam, die von Musikanten unterstützt ihre Kerwa-Liedli singen. Den Abschluss des Zuges bildet das Pariser Eilrad. Dabei setzen sich wagemutige Kerwa-Buam auf ein Wagenrad, das von einem Traktor durch den Ort gezogen wird. In der Mitte des Zuges werden von den Kerwa-Buam auf aufwändig gestalteten Wagen die lustigen, aber auch ernsten Themen aus und um Oberdachstetten schauspielerisch gezeigt. Mittlerweile ist der Dochstetter-Kerwa-Umzug weit über die Ortsgrenze hinaus bekannt und beliebt.
Eine weitere Sehenswürdigkeit ist der Teufelsgraben und die sogenannte Spinnerin. Diese Örtlichkeiten liegen am Wanderweg von Oberdachstetten nach Westheim. Einer Sage nach soll die Jungfrau Apollonia Hufnagel von Anfelden nach Westheim zur Spinnstube gegangen sein. Dort habe man unter anderem auch von dem verrufenen Teufelsgraben im Walde zwischen Anfelden und Westheim gesprochen, wo es nicht geheuer sei. Das Mädchen habe erklärt, dass es sich auch vor dem Teufel nicht fürchte und auch um Mitternacht am Teufelsgraben spinnen wolle. Das habe die Apollonia auch wirklich getan. Am anderen Tag sei sie mit umgedrehten Hals tot aufgefunden worden.
Ein Grabdenkmal in Form eines romanischen Kreuzes erinnert an die Spinnerin.
Auch der Ursprung der Fränkischen Rezat liegt im Gemeindegebiet von Oberdachstetten. Auf dem Wanderweg von Oberdachstetten nach Marktbergel kommt man an der Rezatquelle vorbei.

### Freizeit
Durch seine Lage im Naturpark Frankenhöhe lädt das Gemeindegebiet Oberdachstetten zu zahlreichen Wanderungen oder Radwanderungen ein.
So führt zum Beispiel der Biberttalradweg durch Oberdachstetten, der sich mit dem Burgenstraßenradweg und dem Zenntalradweg quer durch das romantische Franken verbinden lässt. Der von Bamberg kommende Aischtalradweg führt ebenfalls durch das Gemeindegebiet. Ausführliche Routenangaben sind der Radwanderkarte der NorA (Kommunale Allianz) zu entnehmen.
Der gemeindeeigene Badeweiher besitzt eine Liegewiese und ein Volleyballfeld. Sanitäre Anlagen sind vorhanden. Der dem Badeweiher angegliederte Jugendzeltplatz mit Betriebsgebäude wird in den Sommermonaten von den Jugendorganisationen angenommen.
Zwei Fußballplätze, drei Tennisplätze und ein Schießhaus stehen ebenfalls für sportliche Aktivitäten zur Verfügung.
In Oberdachstetten und seinen Gemeindeteilen stehen ausreichend Gastronomiebetriebe mit und ohne Übernachtungsangebot zur Verfügung.

## Wirtschaft und Infrastruktur

### Verkehr
Die Bundesstraße 13 führt nach Marktbergel (4,5 km nordwestlich) bzw. nach Lehrberg (9,7 km südöstlich). Die Staatsstraße 2245 führt über Anfelden nach Unterfelden zur St 2250 (6 km südwestlich) bzw. nach Großhabersdorf (27 km östlich). Eine Gemeindeverbindungsstraßen führen nach Mitteldachstetten (3 km südöstlich) und nach Spielberg (1,7 km südlich). Ein Anliegerweg führt nach Lerchenbergsmühle (0,6 km südöstlich).
Der Bahnhof Oberdachstetten liegt an der Bahnstrecke Treuchtlingen–Würzburg. Hier halten täglich jeweils über 20 Züge von und nach Ansbach (12 Minuten) und Würzburg (50 Minuten). Vom Bahnhof fahren auch die Buslinien nach Ansbach und Rothenburg ob der Tauber.
Durch Oberdachstetten verlaufen die Fernwanderwege Jean-Haagen-Weg, Rangau-Randweg und Zollernweg. Etwas 500 m südwestlich verläuft der Europäische Wasserscheideweg entlang der europäischen Hauptwasserscheide.

### Öffentliche Einrichtungen
Nur einige hundert Meter vom Ort entfernt liegt ein Badeweiher mit Jugendzeltplatz, Beachvolleyball-Feld, Liegewiese und Bolzplatz. In einem Blockhaus sind dort außerdem ein Aufenthaltsraum mit einer Küche, Duschen und Toiletten untergebracht.

## Persönlichkeiten

### Söhne und Töchter der Gemeinde
- Michael Hufnagel (1854–1915), Bürgermeister Mitteldachstetten, Reichstags- und Landtagsabgeordneter
- Helga Schmitt-Bussinger (* 1957), Hauptschullehrerin, 1998–2018 Abgeordnete im Bayerischen Landtag (SPD)
- Heinz Hess (1941–2006), Unternehmer, Pionier der Biomode, Gründer von Hess Natur

### Ehrenbürger
Im Jahre 1899 wurde dem hiesigen Förster Habermeyer, der tatkräftig zur Gründung der Freiwilligen Feuerwehr und des Darlehenskassa-Vereins beigetragen hatte, das Ehrenbürgerrecht verliehen. Weitere Ehrenbürger sind nicht bekannt.